# E depois do adeus
E Depois do Adeus (En na het afscheid) is een Portugees lied geschreven door José Niza, op muziek van José Calvário. Het lied werd gecreëerd voor het Portugese RTP Song Festival in 1974 en uitgevoerd door Paulo de Carvalho. Het lied won de eerste prijs. In die hoedanigheid vertegenwoordigde Paulo de Carvalho Portugal op het Eurovisie Songfestival 1974 op 6 april 1974 in Brighton, Engeland. Daar had hij minder succes: Hij eindigde op de laatste plaats. Het lied bleef bekend in Portugal omdat het als eerste geheime signaal werd gebruikt voor het beginnen van de Anjerrevolutie.

Logotipo do Movimento das Forças Armadas

## De twee signalen voor de opstandige officieren van de 25e april
In 1974 bereidden officieren en onderofficieren, verenigd in de Beweging van de Strijdkrachten (Movimento das Forças Armadas of MFA) een staatsgreep voor. Met de uitzending van "E Depois do Adeus", door het radiostation Emissores Associados de Lisboa, op 24 april 1974 om 22:55 uur werd het bevel gegeven aan de troepen om zich voor te bereiden. Deze zender had slechts een bereik van 100–150 km rond Lissabon, maar gaf alvast in het centrum van het land het afgesproken signaal voor de opstandige officieren en soldaten om posities in te nemen. Het definitieve signaal aan de soldaten om de kazernes te verlaten zou de uitzending zijn van het lied Grândola, Vila Morena " gezongen door Zeca Afonso, door het radiostation Rádio Renascença. om 00:20 uur de volgende dag. Op die 25e april begon de Anjerrevolutie die het regime van de Estado Novo omver zou werpen.
De reden voor het kiezen van "E Depois do Adeus" is duidelijk: het lied had geen politieke inhoud had en het was op dat moment een populair lied. Zo zou het geen argwaan wekken en de revolutie zou kunnen worden gestopt als de leiders van de opstand concludeerden dat er geen goede voorwaarden waren voor het doorzetten van de poging om het regime van de Estado Novo omver te werpen. De daaropvolgende uitzending van het lied Grândola, Vila Morena van een duidelijk politiek en bovendien verboden lied, was het teken dat er geen weg meer terug was, dat de revolutie echt op het punt stond te beginnen.

## Het thema
Hoewel de titel achteraf lijkt te verwijzen naar het afscheid van het Estado Novo-regime, is het nummer zelf een ballade zonder politieke inhoud. Het is een typisch liefdeslied uit de jaren 70. Het gaat over een man die in de war is na het einde van een intense liefdesrelatie. Bedroefd concludeert hij dat liefde geluk en lijden brengt ("Liefde is winnen en verliezen"). Naar de mode in de jaren 70, heeft het nummer voor die tijd gedurfde teksten, zoals de regel "Je kwam in bloei, ik ontbladerde je".